# Лесная Поляна (Ярославская область)
Лесна́я Поля́на (разг. Лесны́е Поля́ны) — посёлок городского типа (рабочий посёлок) в Ярославском районе Ярославской области России; городское поселение. Площадь — 0,4 км². Основан в 1957 году как посёлок при Ярославском ремонтно-техническом предприятии.

## Географическое положение
На севере и востоке городское поселение Лесная Поляна граничит с Кузнечихинским сельским поселением, на юге и западе граничит с Заволжским административным районом городского округа города Ярославля. При этом, однако, прилегающая к Лесной Поляне территория Ярославля сравнительно слабо используется; более активное её освоение началось в 2000-х годах — строительство Юбилейного моста через Волгу и Ярославского зоопарка. Жилые районы Ярославля находятся на некотором удалении от Лесной Поляны.
Лесная Поляна расположена на выходе федеральной автотрассы «Холмогоры» Москва — Вологда — Архангельск из Ярославля, непосредственно после отводки Юбилейного моста через Волгу (Лесная Поляна расположена на её левом берегу); далее по идущей на северо-восток трассе расположен посёлок Кузнечиха. На юг от посёлка, к Октябрьскому мосту через Волгу в центр Ярославля, идёт ярославская улица Шевелюха; в непосредственной близости к Лесной Поляне на ней расположен Ярославский зоопарк. На юго-восток от посёлка отходит дорога к Яковлевскому — бывшему селу, ныне в составе Ярославля, и к Ярославской областной больнице. На север от посёлка идёт дорога к находящимся в составе Ярославля Толгскому монастырю и посёлку Резинотехника и селу Толгоболь Ярославского района.

## История
Посёлок ремонтников сельхозтехники при Ярославской ремонтно-технической станции (РТС) (ныне предприятии — АО ПК Ярославич) в пригороде Ярославля был основан в 1957 году. Название Лесная Поляна ему было дано в связи с расположением на поляне, окружённой лесом. В 1987 году была организована местная администрация — поселковый совет. В 2005 году было образовано городское поселение «Лесная Поляна».

## Структура

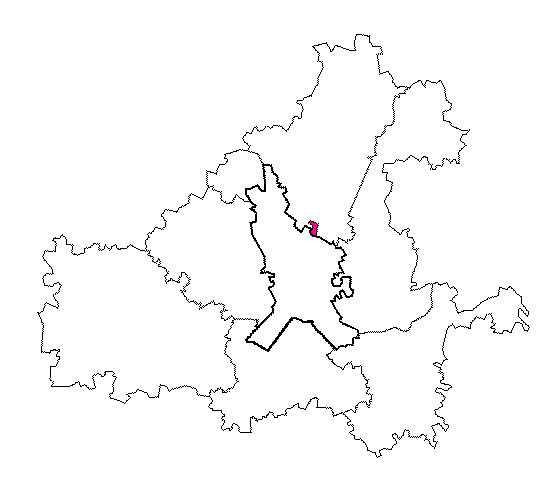
Муниципальные образования Ярославского района. Лесная Поляна.

Основная территория посёлка, в юго-восточной части которой расположено Ярославское ремонтно-техническое предприятие, а в северо-западной — жилая зона (28 жилых и 5 нежилых домов), ограничена с востока трассой «Холмогоры», а с севера — дорогой на Резинотехнику, за ними находятся картофельные поля (территория Кузнечихинского сельского поселения); к западу от посёлка расположен лес, а к югу — гаражи, а за ними также трасса «Холмогоры» (территория Ярославля). Также к посёлку относится расположенная несколько к северу улица Железнодорожная (7 жилых домов).
Площадь Лесной Поляны — 40 га, в том числе жилая зона — 9,5 га, общественно-деловая зона — 3 га, производственная зона — 15,1 га, зона транспортной инфраструктуры — 11,5 га, рекреационная зона — 1 га. Из-за ограниченности территории городского поселения и полного отсутствия места для развития в Лесной Поляне возможна лишь уплотнительная застройка и замена изношенных домов на более этажные.

## Природные условия
Лесная Поляна расположена в зоне умеренно континентального климата с холодной зимой и умеренно тёплым летом. Среднегодовые температуры от +2,9 до +3,5 °C. Преобладает юго-западный ветер. Осадков выпадает в среднем 500—750 мм в год; во влажные годы до 1000 мм, в сухие — 300—350 мм. Жидкие осадки — 68-75 %, смешанные — 12-15 %, твёрдые — 16-23 %. Максимум осадков наблюдается в июле, минимум весной, наибольшее число дней с осадками в октябре. Больше осадков в летне-осенний период. Средняя глубина промерзания почвы 85 см, максимальная — 149 см. Начало весеннего оттаивания почвы до глубины 10 см — 7-12 апреля, полное оттаивание — в начале мая.
Недалеко от посёлка на запад протекает Волга. К югу от посёлка расположено Шевелюхинское озеро (бывший карьер), используемое для отдыха.

## Население
| 1989  | 2002  | 2007  | 2009  | 2010  | 2011  | 2012  | 2013  | 2014  |
| ----- | ----- | ----- | ----- | ----- | ----- | ----- | ----- | ----- |
| 3312  | ↘3158 | ↘3070 | ↘3049 | ↘2974 | ↘2972 | ↘2921 | ↘2837 | ↘2829 |
| 2015  | 2016  | 2017  | 2018  | 2019  | 2020  | 2021  |       |       |
| ↗2865 | ↘2813 | ↘2766 | ↘2671 | ↘2618 | ↘2600 | ↘2492 |       |       |

Возрастной состав (на 2006 год): младше трудоспособного возраста — 14 %, трудоспособного возраста — 69 %, старше трудоспособного возраста — 17 %.
Национальный состав
По итогам переписи населения 2020 года проживали следующие национальности (национальности менее 0,1 % и другое, см. в сноске к строке «Другие»):
| Национальность | Численность, чел. | Доля     |
| -------------- | ----------------- | -------- |
| Русские        | 2455              | 98,52 %  |
| Коми           | 3                 | 0,12 %   |
| Другие         | 34                | 1,36 %   |
| Итого          | 2492              | 100,00 % |

## Экономика
Единственное промышленное предприятие в посёлке — Ярославское ремонтно-техническое предприятие (РТП), выпускающее сельскохозяйственную технику. Объём производимой продукции: 2003 год — 130 млн рублей, 2004 год — 148 млн рублей, 2005 год — 147 млн рублей, 2006 год — 174 млн рублей.
Ныне на РТП работают в основном ярославцы, а жители Лесной Поляны зарабатывают на жизнь в Ярославле.

## Транспорт
Через Лесную Поляну (остановки «Производственная компания „Ярославич“» и «Лесные Поляны») из основной части Ярославля на Резинотехнику идут городские маршруты автобуса №№ 21 (от Красной площади через Октябрьский мост), 21б (от улицы Павлова через Октябрьский мост), 34 (от Красной площади через Октябрьский мост), 40с (от Резинотехники до Машприбора), 93 (от Ярославля-Главного через Юбилейный мост); пригородные маршруты №№ 121 (от Красной площади до Филино), 125 (от КДП Заволжье до села Толбухино), 127 (от КДП Заволжье до Медягино), 128 (от Ярославля-Главного до Тутаева), 129 (от КДП Заволжье до Туфаново), 133 (от КДП Заволжье до Ченцов), 145 (от КДП Заволжье до Глебовского), 148 (от Ярославки до ЯМЗ), 358 (от Ярославля до Пречистого), 507 (от Ярославля до Данилова). Также мимо Лесной Поляны проходит маршрут автобуса 25 (от 15 микрорайона через Юбилейный мост на проспект Машиностроителей, ближайшая остановка — «Зоопарк»). Транспортная инфраструктура находится в хорошем состоянии.
Ближайшая пассажирская железнодорожная станция — Филино в Ярославле, на линии Ярославль-Главный — Данилов; недалеко к северу от посёлка проходит грузовая ветка от Филино на Резинотехнику. В Ярославле на правом берегу Волги находятся речной порт и речной вокзал. К югу от Ярославля на правом берегу Волги расположен аэропорт «Туношна».

## Социально-культурная сфера
Из-за непосредственной близости к крупному областному центру городу Ярославлю при основании посёлка в нём были размещены только самые необходимые объекты социально-культурной сферы. Ныне в Лесной Поляне имеются начальная общеобразовательная школа — детский сад им. К. Д. Ушинского с футбольным полем, вечерняя сменная общеобразовательная школа, амбулатория (2300 человек в месяц) (филиал Ярославской центральной районной больницы), культурно-спортивный центр (дом культуры на 250 мест (образцовый детский танцевальный коллектив «Ритмы детства», образцовый коллектив народной песни «Калинка», народный ансамбль песни и танца «Русские узоры», хор «Родные напевы», театральная студия «Стиль», клубы «Будем здоровы», «Во саду ли, в огороде», танцевальный ансамбль «Краски Востока» и др.) и спортзал на 32 места), Центральная районная библиотека, отделение связи, филиал «Сбербанка», районный передвижной методический центр, магазины, мини-рынок и кафе, гаражный комплекс.
Суммарная общая площадь жилищного фонда на 2007 год составляла 56 тыс. м², средняя обеспеченность населения общей площадью — 18,2 м²/чел (73 % от среднеобластного значения). Жилой фонд полностью обеспечен всей инженерной инфраструктурой.
Теплоснабжение от котельной Ярославского РТП. Проектная мощность — 13 ГКал/ч, подключённая нагрузка — 5,6 ГКал/ч. Протяжённость сетей — 2,2 км в 2-трубном исчислении.
Электроснабжение от эксплуатирующейся с 1972 года понижающей подстанции 35/10 кВ. 1 трансформатор мощностью 1000 кВ*А. Подстанция загружена на 120—150 %.
АТС на 1176 номеров установлена на территории Ярославского РТП.
Городское поселение полностью обеспечено централизованными системами водоснабжения и водоотведения.

## Достопримечательности
- Стела «Вечная Слава воинам-землякам, погибшим в годы Великой Отечественной войны 1941-1945 гг.»[24].